# Hrvatski parlamentarni izbori 2000.
Parlamentarni izbori 2000. godine, odnosno Izbori zastupnika u Zastupnički dom Hrvatskog sabora (tada još uvijek pod nazivom Hrvatski državni sabor) održani su u ponedjeljak, 3. siječnja 2000. godine, pa se nazivaju često i trećesiječanjskim izborima. Ovi izbori su bili po mnogočemu značajni, a označavaju kraj prvog desetogodišnjeg razdoblja u povijesti samostalne Hrvatske. Na ovim izborima HDZ je po prvi puta od samostalnosti izgubio vlast, a većinu u Saboru je dobila koalicija sastavljena od šest stranaka – HSS-a, IDS-a, LS-a, HNS-a, HSLS-a i SDP-a (tzv. šestorka), iako je HDZ pojedinačno dobio najviše mjesta. Ovi izbori se događaju u razdoblju između smrti predsjednika Franje Tuđmana i izbora za novog predsjednika Republike. Novi saziv Sabora imao je koalicijsku većinu, predsjednikom Vlade Republike Hrvatske postao je Ivica Račan, a novim predsjednikom Republike Stjepan Mesić (u sitom su razdoblju izabrani novi suci Ustavnog suda).
Za ove izbore je prvi puta korišten novi Zakon o izbornim jedinicama (donesen 29. listopada 1999. godine), kojim je Hrvatska podijeljena u 10 izbornih jedinica s otprilike istim brojem glasača. Posebne izborne jedinice ustanovljene su za glasače izvan Hrvatske ("11. izborna jedinica") i manjine ("12. izborna jedinica").

## Utjecaj SAD-a
Oslanjajući se na status strateškog saveznika Hrvatske, ali nezadovoljnog aktualnim stanjem u Hrvatskoj pod vlašću HDZ, Sjedinjene Američke Države pristupaju 1998. godine aktivnostima radi okončanja vlasti Franje Tuđmana. Uz financiranje federalne agencije za međunarodnu pomoć "USAID", u srpnju 1998. godine svoj ured u Zagrebu otvara "International Republican Institute" (IRI). Uz njihovu tehničku pomoć i savjet, a u svrhu "pobjede demokratskih stranaka nad autoritarnim režimom kojega su uspostavili Franjo Tuđman i njegova stranka" već u kolovozu 1998. godine Ivica Račan i Dražen Budiša potpisuju sporazum o suradnji dviju stranaka i traže raspisivanje prijevremenih izbora: dogovoreno je da će na naredne parlamentarne izbore izaći šest oporbenih stranaka podijeljene u dvije izborne koalicije - jednu koju će činiti SDP i HSLS, te drugu koju će činiti HSS, HNS, LS i IDS. Uz pomoć IRI-ja bilo je između tih šest stranaka unaprijed dogovoreno da će se imenovanja na funkcije u budućoj koalicijskoj vlasti dijeliti po ključu 50 posto za SDP, 25 posto za HSLS i 25 posto za preostale četiri stranke. Nije posve jasno zašto je bilo dogovoreno da će SDP dobiti dvostruko više budućih dužnosničkih mjesta (a time i utjecaja u vlasti) od HSLS-a: naime je na parlamentarnim izborima 1995. godine HSLS bio dobio 11,55 %, a SDP samo 8,93 % glasova birača; prije toga je na prethodnim parlamentarnim izborima 1992. godine SDP bio dobio skromnih 5,52 % glasova, a HSLS čak 17,71 %. IRI je – kako izvješćuje USAID – u vremenu do izbora 2000. godine ostvarivao značajni upliv na politički život Hrvatske, a održao je i nakon izbora značajan utjecaj kod koalicijske vlade 2000. – 2003.

## Raspisivanje izbora
Kako se približavao kraj mandata 3. saziva Sabora, očekivalo se da će predsjednik Tuđman raspustiti Sabor i raspisati izbore. Međutim, predsjednik Tuđman se razbolio te je hitno podvrgnut bolničkom liječenju. Time se javio problem raspisivanja izbora, jer je predsjednik bio na intenzivnoj njezi, a Ustav Republike Hrvatske jasno je propisivao rokove za raspisivanje izbora. Hrvatska se našla u svojevrsnoj ustavnoj krizi. Prijašnji saziv nije raspušten, čekajući da se on raspusti po sili Ustava na dan isteka mandata. Za to je vrijeme Sabor donio Ustavni zakon o privremenoj spriječenosti Predsjednika Republike Hrvatske za obavljanje svojih dužnosti, jer Ustav nije predviđao taj slučaj. Privremenim predsjednikom Republike postao je akademik Vlatko Pavletić, predsjednik Zastupničkog doma Sabora. On je 27. studenoga 1999. godine raspisao izbore za ponedjeljak, 3. siječnja 2000. godine, čime je stvoren svojevrstan presedan. Taj dan u Republici Hrvatskoj bio je neradan.

## Izbori
Nešto više od 3,8 milijuna birača iz Hrvatske (i 350 000 birača s pravom glasa u dijaspori) na izborima su po četvrti puta birali novi sastav Hrvatskog državnog sabora. U Zastupnički dom birano je 140 zastupnika razmjernim sustavom, u 10 izbornih jedinica u kojima se biralo po 14 zastupnika. Hrvatska dijaspora birala je svoje zastupnike u posebnoj 11. izbornoj jedinici, čiji se broj utvrđuje metodom tzv. nefiksne kvote nakon što će biti poznati rezultati izbora u Hrvatskoj. Pripadnici nacionalnih manjina na području cijele države birali su svojih 5 predstavnika. 
Za 150 mjesta u Saboru natjecalo se je 4006 kandidata, a u izborima je sudjelovalo 55 stranaka, od čega 18 koalicija i 20 neovisnih lista.
Izbore je nadgledalo oko tisuću međunarodnih promatrača i gotovo 6000 promatrača nevladinih udruga, od kojih je više od 5600 akreditirao GONG. Izbori su se po prvi puta provodili po novom Zakonu o izborima zastupnika u Hrvatski državni sabor, a koji je uveo proporcionalni sustav, za razliku od dotadašnjeg mješovitog. 

## Rezultati
| ██ SDP (43) ██ HSLS (25) ██ PGS (2) ██ SBHS (1) ██ HSS (17) ██ IDS (4) ██ HNS (2) ██ LS (2) | ██ HDZ (46) ██ HKDU (1) ██ HSP (4) ██ SNS (1) ██ Nezavisni zastupnici (3) |

██ Koalicija SDP - HSLS
██ HDZ
| Rezultati izbora zastupnika za Zastupnički dom Hrvatskog /državnog/ sabora (Rezultati za liste koje su osvojile zastupničke mandate) |                                             |           |         |           |         |
| Stranke i koalicije | Stranke i koalicije                         | Glasovi   | Glasovi | Mandati   | Mandati |
| Stranke i koalicije | Stranke i koalicije                         | Ukupno    | %       | Koalicije | Stranke |
| Koalicija: | Socijaldemokratska partija Hrvatske (SDP)   | 1,138.318 | 38,70   | 71        | 43      |
| Koalicija: | Hrvatska socijalno liberalna stranka (HSLS) | 1,138.318 | 38,70   | 71        | 25      |
| Koalicija: | Primorsko-goranski savez (PGS)              | 1,138.318 | 38,70   | 71        | 2       |
| Koalicija: | Slavonsko-baranjska hrvatska stranka (SBHS) | 1,138.318 | 38,70   | 71        | 1       |
| Hrvatska demokratska zajednica (HDZ)                                                                                                 | Hrvatska demokratska zajednica (HDZ)        | 784.192   | 26,88   | 46        | 46      |
| Koalicija: | Hrvatska seljačka stranka (HSS)             | 432.527   | 14,70   | 24        | 16      |
| Koalicija: | Istarski demokratski sabor (IDS)            | 432.527   | 14,70   | 24        | 4       |
| Koalicija: | Hrvatska narodna stranka (HNS)              | 432.527   | 14,70   | 24        | 2       |
| Koalicija: | Liberalna stranka - LS                      | 432.527   | 14,70   | 24        | 2       |
| Koalicija: | Akcija socijaldemokrata Hrvatske (ASH)      | 432.527   | 14,70   | 24        | 0       |
| Koalicija: | Hrvatska stranka prava (HSP)                | 153.708   | 5,19    | 5         | 4       |
| Koalicija: | Hrvatska kršćanska demokratska unija (HKDU) | 153.708   | 5,19    | 5         | 1       |
| Nacionalne manjine | Nacionalne manjine                          | —         | —       | 5         | 5       |
| Ostali | Ostali                                      | 391.190   | 13,49   |           |         |
| Ukupno | Ukupno                                      | 2,899.935 | 100,00  | 151       | 151     |
| Važeći glasovi | Važeći glasovi                              | 2,899.935 | 98,37   |           |         |
| Nevažeći glasovi | Nevažeći glasovi                            | 47.926    | 1,63    |           |         |
| Izlaznost | Izlaznost                                   | 2,947.861 | 72,85   |           |         |
| Broj birača | Broj birača                                 | 4,046.488 | 100,00  |           |         |
| Izvor: www.hidra.hr,Državno izborno povjerenstvo Republike Hrvatske                                                                  |                                             |           |         |           |         |

## Vanjske poveznice
- GONG - Rezultati Izbora za zastupnički dom Sabora 3. siječnja 2000.  Arhivirana inačica izvorne stranice od 5. srpnja 2007. (Wayback Machine)
- GONG - Izvještaj s parlamentarnih izbora 2000.  Arhivirana inačica izvorne stranice od 22. lipnja 2007. (Wayback Machine)